# Album al numero uno in Germania nel 2008
Lista degli album che hanno raggiunto la posizione numero uno nella top 100 tedesca stilata dal Media Control.
| Data         | Album                                      | Artista                          |  |
| ------------ | ------------------------------------------ | -------------------------------- |  |
| 4 gennaio    | Jazz ist anders                            | Die Ärzte                        |  |
| 11 gennaio   | Back to Black                              | Amy Winehouse                    |  |
| 18 gennaio   | Back to Black                              | Amy Winehouse                    |  |
| 25 gennaio   | Back to Black                              | Amy Winehouse                    |  |
| 1º febbraio  | Back to Black                              | Amy Winehouse                    |  |
| 8 febbraio   | Spirit                                     | Leona Lewis                      |  |
| 15 febbraio  | Back to Black                              | Amy Winehouse                    |  |
| 22 febbraio  | Back to Black                              | Amy Winehouse                    |  |
| 29 febbraio  | Back to Black                              | Amy Winehouse                    |  |
| 7 marzo      | Sehnsucht                                  | Schiller                         |  |
| 14 marzo     | Back to Black                              | Amy Winehouse                    |  |
| 21 marzo     | Back to Black                              | Amy Winehouse                    |  |
| 28 marzo     | Back to Black                              | Amy Winehouse                    |  |
| 4 aprile     | Back to Black                              | Amy Winehouse                    |  |
| 11 aprile    | Stark wie zwei                             | Udo Lindenberg                   |  |
| 18 aprile    | Stark wie zwei                             | Udo Lindenberg                   |  |
| 25 aprile    | Stark wie zwei                             | Udo Lindenberg                   |  |
| 2 maggio     | Stark wie zwei                             | Udo Lindenberg                   |  |
| 9 maggio     | Hard Candy                                 | Madonna                          |  |
| 16 maggio    | Hard Candy                                 | Madonna                          |  |
| 23 maggio    | Sængerkrieg                                | In Extremo                       |  |
| 30 maggio    | Live Over Europe 2007                      | Genesis                          |  |
| 6 giugno     | Ich und meine Maske                        | Sido                             |  |
| 13 giugno    | Vom selben Stern                           | Ich + Ich                        |  |
| 20 giugno    | Viva la vida or Death and All His Friends  | Coldplay                         |  |
| 27 giugno    | Viva la vida or Death and All His Friends  | Coldplay                         |  |
| 4 luglio     | Viva la vida or Death and All His Friends  | Coldplay                         |  |
| 11 luglio    | Plan A!                                    | Thomas Godoj                     |  |
| 18 luglio    | Viva la vida or Death and All His Friends  | Coldplay                         |  |
| 2 agosto     | One Chance                                 | Paul Potts                       |  |
| 9 agosto     | One Chance                                 | Paul Potts                       |  |
| 16 agosto    | One Chance                                 | Paul Potts                       |  |
| 23 agosto    | One Chance                                 | Paul Potts                       |  |
| 30 agosto    | One Chance                                 | Paul Potts                       |  |
| 6 settembre  | One Chance                                 | Paul Potts                       |  |
| 12 settembre | Ewig                                       | Peter Maffay                     |  |
| 19 settembre | One Chance                                 | Paul Potts                       |  |
| 27 settembre | Death Magnetic                             | Metallica                        |  |
| 4 ottobre    | Wettsingen in Schwetzingen - MTV Unplugged | Söhne Mannheims vs.Xavier Naidoo |  |
| 11 ottobre   | Die Suche geht weiter                      | Rosenstolz                       |  |
| 18 ottobre   | Die Suche geht weiter                      | Rosenstolz                       |  |
| 25 ottobre   | Heavy Metal Payback                        | Bushido                          |  |
| 31 ottobre   | Black Ice                                  | AC/DC                            |  |
| 7 novembre   | Black Ice                                  | AC/DC                            |  |
| 14 novembre  | Black Ice                                  | AC/DC                            |  |
| 21 novembre  | Black Ice                                  | AC/DC                            |  |
| 28 novembre  | In aller Stille                            | Die Toten Hosen                  |  |
| 5 dicembre   | Was muss muss - Best of                    | Herbert Grönemeyer               |  |
| 14 dicembre  | Was muss muss - Best of                    | Herbert Grönemeyer               |  |
| 21 dicembre  | Der Mann mit der Mundharmonika             | Michael Hirte                    |  |
| 26 dicembre  | Was muss muss - Best of                    | Herbert Grönemeyer               |  |